# Bas Dost
Bas Dost (Deventer, Países Bajos, 31 de mayo de 1989) es un futbolista neerlandés que juega como delantero.

## Trayectoria

### Inicios
Bas Dost comenzó jugando para el club juvenil Germanicus. Luego de un par de temporadas, fue fichado por el FC Emmen e incorporado a su programa de fútbol juvenil.

### FC Emmen
Dost demostró su potencial en FC Emmen y el club le ofreció un contrato al inicio de la temporada 2007-08, durante la cual jugó para el primer equipo. Comenzó la temporada como suplente, pero a medida que esta fue progresando, se le fueron otorgando más minutos en cancha.[cita requerida]
En cierto punto, Dost estuvo a punto de ir a jugar a Finlandia al Rovaniemen Palloseura (RoPs) ya que el exdirector técnico de Emmen, Tom Sainfiet, se encontraba dirigiendo allí. El traspaso no fue ratificado por la dirigencia del RoPs. Dost anotó su primer gol con Emmen el 8 de febrero de 2008 en un partido contra Fortuna Sittard. En una de sus participaciones más notables con Emmen, anotó una tripleta en el derbi contra el BV Veendam, el cual Emmen ganó 3-2.

### Heracles Almelo
Dost fue transferido al Heracles Almelo en el verano de 2008. Dost anotó 18 goles en dos temporadas para Heracles, siendo considerado una de las grandes promesas de la Eredivisie. Dost dejó el club al final de la temporada 2009-10 para fichar con el SC Heerenveen, al mismo tiempo que estaba siendo observado por el Ajax y el Feyenoord.

### SC Heerenveen
El 18 de mayo de 2010 el joven delantero firmó un contrato por cinco años con el SC Heerenveen por una suma aproximada de 3 100 000 €. Ajax, quienes inicialmente había mostrado intenciones de comprar los servicios de Dost, se vio envuelto con Heerenveen en una disputa con la Real Federación de Fútbol de los Países Bajos para determinar quién tenía los derechos sobre el delantero. Eventualmente Dost continuó jugando para Heerenveen, convirtiéndose en un titular indiscutible y uno de los jugadores más cotizados de la liga. El 10 de diciembre de 2011, Dost anotó cinco goles en la goleada 5-0 como visitante contra el Excelsior.
Terminó la temporada 2011-12 de la Eredivisie como el máximo goleador con 32 goles, llevando a que se levanten rumores sobre un posible traspaso a varios de los grandes clubes de Europa que se encontraban dando seguimiento al delantero.

### VfL Wolfsburgo

#### 2012–2014
El 1 de junio de 2012, el Heerenveen anunció la venta del delantero al VfL Wolfsburgo de la Bundesliga alemana. El recientemente firmado contrato de Dost lo mantendría en el club alemán hasta la temporada 2016-17. Dost realizó su debut en competiciones oficiales con el Wolfsburgo el 18 de agosto de 2012 en la victoria 5-0 sobre el FC Schönberg anotando, además, el quinto gol de su equipo.
El 8 de diciembre de 2013, anotó el gol de la victoria frente a los campeones Borussia Dortmund para asegurar una victoria 3–2 como visitantes.

#### Temporada 2014-15
Dost comenzó la temporada 2014-15 de la Bundesliga como el tercer delantero del Wolfsburgo. e hizo su debut europeo en la tercera fecha de la Europa League 2014-15 en la victoria a 4–2 sobre FC Krasnodar. El 30 de enero de 2015, anotó dos goles en la victoria 4-1 contra el Bayern Munich en un partido de la liga alemana, convirtiéndose así en el primer jugador en lograr hacerlo en 102 partidos frente este equipo. El 14 de febrero de 2015 anotó cuatro goles en la victoria como visitantes 5-4 sobre el Bayer Leverkusen, aumentando su goleo a nueve tantos en 10 partidos en la Bundesliga. El 19 de febrero de 2015, Dost anotó dos goles en la victoria 2-0 sobre el Sporting CP en el partido de ida de la segunda ronda de la Liga Europea de la UEFA. El 22 de febrero de 2015, volvió a anotar otro doblete en la victoria 2-1 sobre el Hertha BSC, Estos tantos elevaron su total de goles a ocho en los últimos tres partidos en un periodo de tan solo una semana. El magnífico estado de Dost continuó con dos goles más en la victoria del Wolfsburgo 3-5 frente al SV Werder Bremen el 1 de marzo, alcanzado así los 11 goles en tan solo seis partidos por la Bundesliga en 2015.

### Sporting de Lisboa
El 28 de agosto de 2016 fue transferido al Sporting de Lisboa por una cifra de 10 millones de € más 2 millones de € en variables, con una cláusula de 60 millones de €. El 11 de marzo de 2017 marca por primera vez cuatro goles en un mismo partido, lo hace en la goleada 4 a 1 como visitantes en casa del Tondela.
El 8 de abril marcó un hat-trick en el 4 a 0 sobre el Boavista donde es la figura del partido.

### Eintracht Fráncfort
El 26 de agosto de 2019 se confirmó su incorporación al Eintracht Fráncfort de la Bundesliga hasta el 30 de junio de 2022 a cambio de 7 millones de euros. A pesar de ello, tras año y medio fue traspasado al Club Brujas porque, según el propio club alemán, con los problemas económicos generados por la pandemia de coronavirus, habían recibido una oferta por él difícil de rechazar.

### Regreso a los Países Bajos
Tras haber finalizado su contrato con el Club Brujas, el 1 de julio de 2022 el F. C. Utrecht anunció su incorporación por una temporada. Quedó libre tras la misma y la siguiente se incorporó al NEC Nimega. El 29 de octubre de 2023 sufrió un paro cardíaco en un encuentro ante el AZ Alkmaar. No volvió a jugar más en lo que restaba de campaña, tras la cual se quedó nuevamente sin equipo mientras seguía con su proceso de recuperación.

## Estadísticas
Actualizado al último partido jugado en la temporada 2023-24.
| Club                            | Div.          | Temporada     | Liga  | Liga  | Copa nacional | Copa nacional | Copa internacional | Copa internacional | Total | Total |
| Club                            | Div.          | Temporada     | Part. | Goles | Part.         | Goles         | Part.              | Goles              | Part. | Goles |
| ------------------------------- | ------------- | ------------- | ----- | ----- | ------------- | ------------- | ------------------ | ------------------ | ----- | ----- |
| F. C. Emmen · Países Bajos      | 2.ª           | 2007-08       | 23    | 6     | 1             | 0             | ―                  | ―                  | 24    | 6     |
| F. C. Emmen · Países Bajos      | Total club    | Total club    | 23    | 6     | 1             | 0             | 0                  | 0                  | 24    | 6     |
| Heracles Almelo · Países Bajos  | 1.ª           | 2008-09       | 27    | 3     | 1             | 0             | ―                  | ―                  | 28    | 3     |
| Heracles Almelo · Países Bajos  | 1.ª           | 2009-10       | 36    | 15    | 3             | 1             | ―                  | ―                  | 39    | 16    |
| Heracles Almelo · Países Bajos  | Total club    | Total club    | 63    | 18    | 4             | 1             | 0                  | 0                  | 67    | 19    |
| S. C. Heerenveen · Países Bajos | 1.ª           | 2010-11       | 32    | 13    | 2             | 1             | ―                  | ―                  | 34    | 14    |
| S. C. Heerenveen · Países Bajos | 1.ª           | 2011-12       | 34    | 32    | 5             | 6             | ―                  | ―                  | 39    | 38    |
| S. C. Heerenveen · Países Bajos | Total club    | Total club    | 66    | 45    | 7             | 7             | 0                  | 0                  | 73    | 52    |
| VfL Wolfsburgo · Alemania       | 1.ª           | 2012-13       | 28    | 8     | 5             | 4             | ―                  | ―                  | 33    | 12    |
| VfL Wolfsburgo · Alemania       | 1.ª           | 2013-14       | 13    | 4     | 2             | 1             | ―                  | ―                  | 15    | 5     |
| VfL Wolfsburgo · Alemania       | 1.ª           | 2014-15       | 21    | 16    | 6             | 2             | 9                  | 2                  | 36    | 20    |
| VfL Wolfsburgo · Alemania       | 1.ª           | 2015-16       | 22    | 8     | 3             | 1             | 6                  | 1                  | 31    | 10    |
| VfL Wolfsburgo · Alemania       | 1.ª           | 2016-17       | 1     | 0     | 1             | 1             | ―                  | ―                  | 2     | 1     |
| VfL Wolfsburgo · Alemania       | Total club    | Total club    | 85    | 36    | 17            | 9             | 15                 | 3                  | 117   | 48    |
| Sporting C. P. Portugal         | 1.ª           | 2016-17       | 31    | 34    | 4             | 1             | 6                  | 1                  | 41    | 36    |
| Sporting C. P. Portugal         | 1.ª           | 2017-18       | 30    | 27    | 8             | 3             | 11                 | 4                  | 49    | 34    |
| Sporting C. P. Portugal         | 1.ª           | 2018-19       | 22    | 15    | 9             | 7             | 4                  | 1                  | 35    | 23    |
| Sporting C. P. Portugal         | 1.ª           | 2019-20       | 1     | 0     | 1             | 0             | ―                  | ―                  | 2     | 0     |
| Sporting C. P. Portugal         | Total club    | Total club    | 84    | 76    | 22            | 11            | 21                 | 6                  | 127   | 93    |
| Eintracht Fráncfort · Alemania  | 1.ª           | 2019-20       | 24    | 8     | 2             | 2             | 4                  | 0                  | 30    | 10    |
| Eintracht Fráncfort · Alemania  | 1.ª           | 2020-21       | 12    | 4     | 1             | 1             | ―                  | ―                  | 13    | 5     |
| Eintracht Fráncfort · Alemania  | Total club    | Total club    | 36    | 12    | 3             | 3             | 4                  | 0                  | 43    | 15    |
| Club Brujas · Bélgica           | 1.ª           | 2020-21       | 19    | 9     | 1             | 1             | 2                  | 0                  | 22    | 10    |
| Club Brujas · Bélgica           | 1.ª           | 2021-22       | 26    | 12    | 6             | 2             | 3                  | 0                  | 35    | 14    |
| Club Brujas · Bélgica           | Total club    | Total club    | 45    | 21    | 7             | 3             | 5                  | 0                  | 57    | 24    |
| F. C. Utrecht · Países Bajos    | 1.ª           | 2022-23       | 24    | 9     | 0             | 0             | ―                  | ―                  | 24    | 9     |
| F. C. Utrecht · Países Bajos    | Total club    | Total club    | 24    | 9     | 0             | 0             | 0                  | 0                  | 24    | 9     |
| NEC Nimega · Países Bajos       | 1.ª           | 2023-24       | 8     | 3     | 0             | 0             | ―                  | ―                  | 8     | 3     |
| NEC Nimega · Países Bajos       | Total club    | Total club    | 8     | 3     | 0             | 0             | 0                  | 0                  | 8     | 3     |
| Total carrera                   | Total carrera | Total carrera | 434   | 226   | 61            | 34            | 45                 | 9                  | 540   | 269   |

### Hat-tricks
| 1 | 14 de febrero de 2015 | Bayer Leverkusen - Wolfsburgo        |  | 5 - 5 | 1. Bundesliga 2014-15 |
| 2 | 11 de marzo de 2017   | Tondela - Sporting de Lisboa         |  | 1 - 4 | Primeira Liga 2016-17 |
| 3 | 8 de abril de 2017    | Sporting de Lisboa - Boavista        |  | 4 - 0 | Primeira Liga 2016-17 |
| 4 | 30 de abril de 2017   | Sporting Braga - Sporting de Lisboa  |  | 2 - 3 | Primeira Liga 2016-17 |
| 5 | 21 de mayo de 2017    | Sporting de Lisboa - Chaves          |  | 4 - 1 | Primeira Liga 2016-17 |
| 6 | 22 de octubre de 2017 | Sporting de Lisboa - Chaves          |  | 5 - 1 | Primeira Liga 2017-18 |
| 7 | 7 de enero de 2018    | Sporting de Lisboa - CS Marítimo     |  | 5 - 0 | Primeira Liga 2017-18 |
| 8 | 14 de enero de 2018   | Sporting de Lisboa - Desportivo Aves |  | 3 - 0 | Primeira Liga 2017-18 |

## Selección nacional
Dost ha jugado con las selecciones sub-20 y sub-21 de su país. Además, fue convocado por primera vez a la selección mayor en agosto de 2012 para un amistoso contra Bélgica, pero no llegó a jugar.

## Palmarés

### Títulos nacionales
| Título                      | Club           | País     | Año  |
| --------------------------- | -------------- | -------- | ---- |
| Copa de Alemania            | VfL Wolfsburgo | Alemania | 2015 |
| Supercopa de Alemania       | VfL Wolfsburgo | Alemania | 2015 |
| Copa de la Liga de Portugal | Sporting C. P. | Portugal | 2018 |
| Copa de la Liga de Portugal | Sporting C. P. | Portugal | 2019 |
| Copa de Portugal            | Sporting C. P. | Portugal | 2019 |
| Primera División de Bélgica | Club Brujas    | Bélgica  | 2021 |
| Supercopa de Bélgica        | Club Brujas    | Bélgica  | 2021 |
| Primera División de Bélgica | Club Brujas    | Bélgica  | 2022 |

### Distinciones individuales
| Distinción                                     | Año  |
| ---------------------------------------------- | ---- |
| Máximo goleador de la Primeira Liga (34 goles) | 2017 |